# André Perchicot

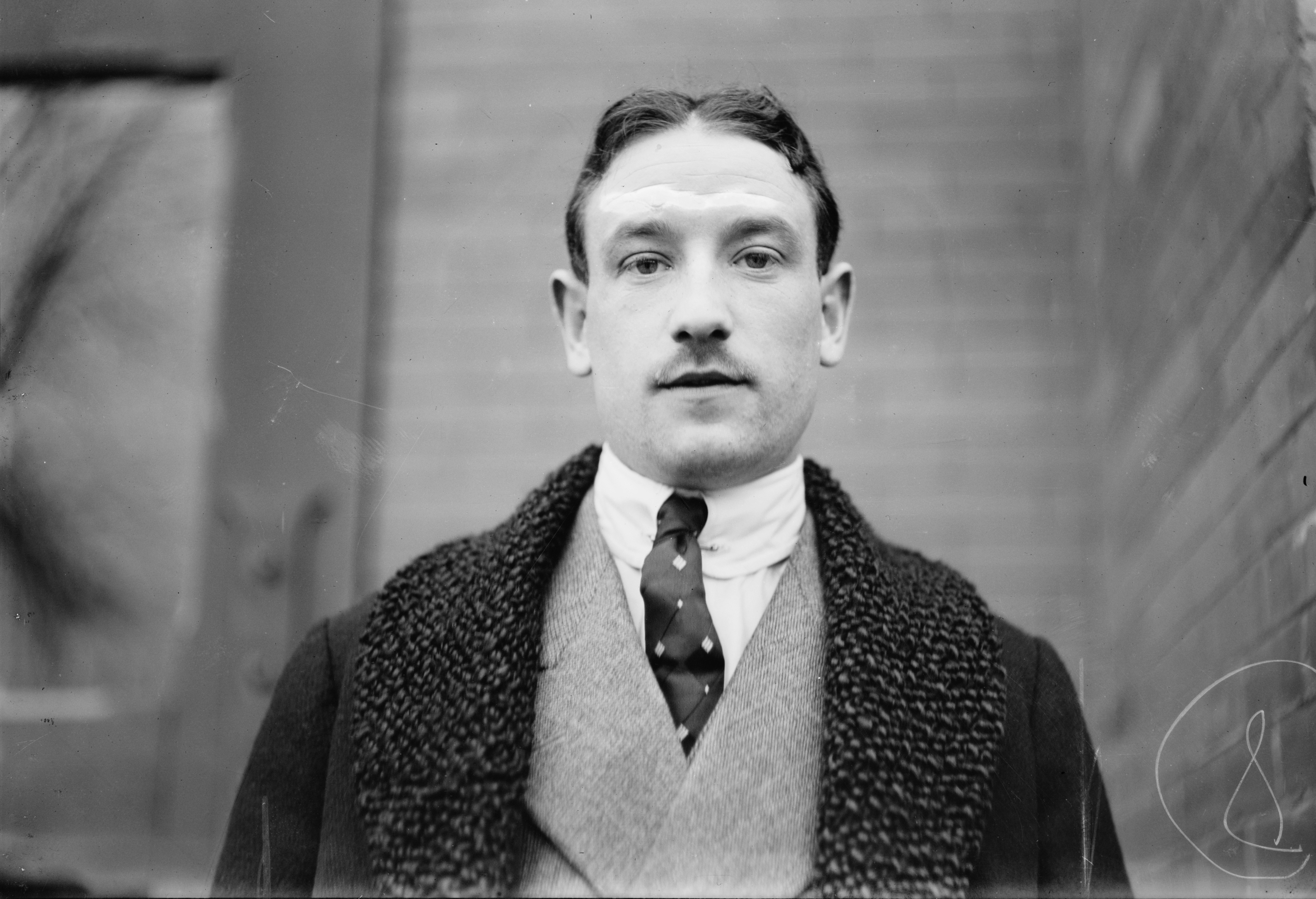
André Perchicot (1912)

André Perchicot (* 9. August 1888 in Bayonne; † 3. Mai 1950 ebenda) war ein französischer Radrennfahrer und Sänger.
Im Jahre 1905 bestriit der junge Gymnasiast Perchicot auf der Bahn von Boucau sein erstes Rennen. Er siegte und gewann als Preis eine Amateurlizenz des französischen Verbandes. 1906 siegte er in der Amateurklasse dann siebzehnmal. Im folgenden Jahr löste er eine Lizenz als Berufsfahrer. 1908 konnte er bereits 34 erste Preise und 1909 37 Siege verbuchen. 1912 wurde André Perchicot französischer Meister im Sprint. Sowohl 1912 wie auch 1913 belegte er in dieser Disziplin bei Bahn-Weltmeisterschaften den dritten Platz, 1913 wurde er Europameister. Zudem startete er bei sechs Sechstagerennen; 1912 wurde er gemeinsam mit Jimmy Moran Zweiter in Toronto und 1914 mit Oscar Egg Dritter in Paris.
Perchicot war ausgebildeter Ingenieur und im Ersten Weltkrieg als Jagdflieger aktiv; 1916 wurde er abgeschossen, überlebte aber trotz zahlreicher Brüche. Während seiner Genesungszeit im Lazarett begann er, vor den anderen Soldaten als Sänger aufzutreten sowie bei Wohltätigkeitsveranstaltungen des Roten Kreuzes. Nach dem Krieg nutzte er seine Popularität als Radrennfahrer, um als Sänger Karriere zu machen. Er brachte Schallplatten heraus, ging auf Tourneen und spielte auch in Filmen mit. Zu Beginn der 1930er Jahre erkrankte er an einem Virus und starb an den Folgen im Jahr 1950.